# La Libertad (Comayagua)
La Libertad é uma cidade hondurenha do departamento de Comayagua.